# 佐藤真理子 (翻訳家)
佐藤 真理子（さとう まりこ）は、日本の翻訳家。

## 略歴
上智大学文学部ドイツ文学科卒業。1974年から1985年までミュンヘン国際児童図書館の日本部門に勤務。
ミュンヘン大学で民俗学・中世ドイツ文学を専攻。
1989年にドイツの児童文学作家であるミヒャエル・エンデと結婚。

## 翻訳
- 『ゆめくい小人』（エンデ、偕成社） 1981
- 『父への四つの質問』（ホルスト・ブルガー、偕成社） 1981
- 『はてしない物語』（エンデ、上田真而子共訳、岩波書店） 1982
- 『ハーメルンの死の舞踏』（エンデ、子安美知子共訳、朝日新聞社） 1993
- 『満月の夜の伝説』（エンデ、岩波書店） 1994